# Tephrochlaena
Tephrochlaena is een geslacht van insecten uit de familie van de afvalvliegen (Heleomyzidae), die tot de orde tweevleugeligen (Diptera) behoort.

## Soort
- T. oraria Collin, 1943